# Ellisina antarctica
Ellisina antarctica is een mosdiertjessoort uit de familie van de Ellisinidae. De wetenschappelijke naam van de soort is voor het eerst geldig gepubliceerd in 1945 door Hastings.